# 熔融沉积成型

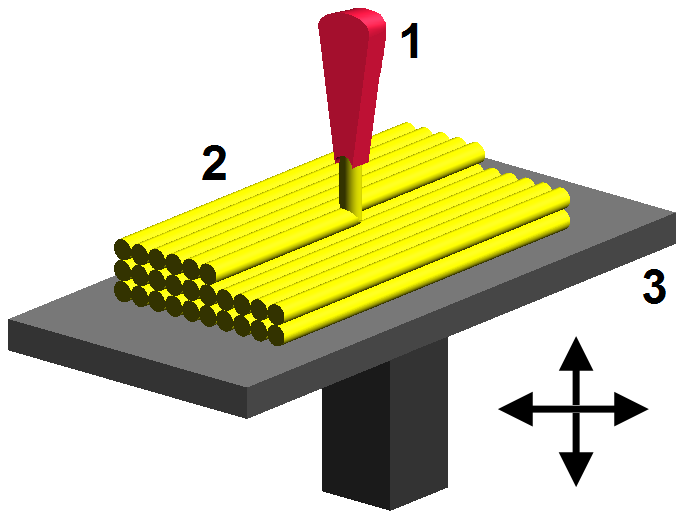
熔融沉积成型

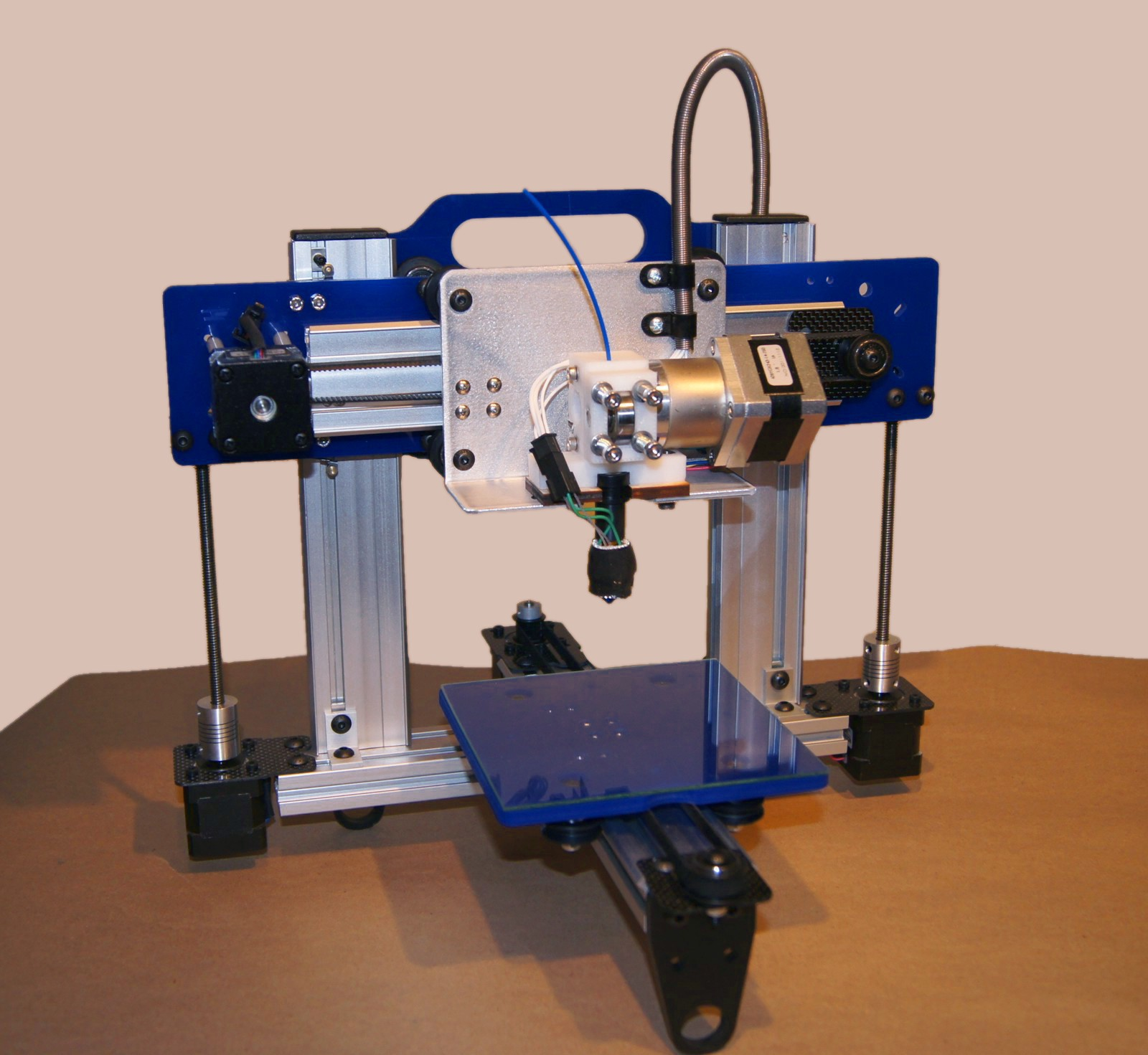
3D打印机

熔融沉积成型（英：Fused deposition modeling, FDM），是一種將各種熱熔性的絲狀材料（蠟、ABS和尼龍等）加熱熔化成形的方法，是3D列印技術的一种。
 又可被稱為FFM熔絲成型（FFM，Fused Filament Modeling）或FFF熔絲製造（FFF，Fused Filament Fabrication），其後兩個不同名詞主要只是為了避開前者FDM專利問題，然而核心技術原理與應用其實均是相同的。

## 历史
20世紀80年代中後期，普立得公司的創始人斯科特•克倫普(Scott Crump)，發明了熔融沉積成型的技術並申請專利。從此普立得（Stratasys）公司始終走在3D列印技術變革的前鋒，並開發出一系列吸引大型製造商和相關專業人士的系統。 

## 打印过程
常见的FDM打印机通常遵循以下过程

### 建模
先使用3D建模软件制作出物体的三维模型，从软件中导出只含有物体形状数据的模型文件，格式通常为STL或OBJ等。

### 切片
将只包含物体形状数据的文件到入至切片软件中，切片软件会将模型“切片”，像切土豆片一样一层一层切开，同时也会根据使用者的设定在模型中添加支撑与填充结构。之后软件会将输出一个包含每层碰头移动路径数据的文件，格式通常为Gcode，其中的内容主要为描述打印机喷头移动路径的一系列指令数据。

### 打印准备
视情况，3d打印机在打印前需要主动做一些准备工作。包括预热打印喷头，填装材料，预热热床。在控制器的控制下，加热喷头被加热到一定的温度，经过喷头的材料也被加熱到半液體狀態，有些3d打印机的打印平台可以加热，称为热床。

### 打印
将指令数据导入到打印机之后，FDM裝置的加熱頭會注入如ABS（丙烯腈-丁二烯-苯乙烯共聚物）樹脂、PC（聚碳酸酯）、PPSF(聚苯碸)樹酯、PLA（聚乳酸）和PEI（聚醚酰亞胺）等熱塑性材料。之后喷头会沿着文件数据中描述的路径移动，同时将材料按一定速度挤出。挤出的材料在打印机的平台上凝固后，构成模型的“一层”。每完成一层，喷头就会抬升一定高度再继续完成下一层。

### 完成
在完成模型的所有层之后，凝固成型后的实体模型就可以从平台上取下，去除支撑结构后，获得成品。有时为了获得更加光滑精细的表面，还会使用抛光液等浸泡模型。